# ليلي تشو
ليلي تشو (بالإنجليزية: Lili Zhou)‏ هي لاعبة كرة الريشة أمريكية وصينية، ولدت في 2 فبراير 1980 في قوانغشي في الصين.

## وصلات خارجية
- ليلي تشو على موقع BWF.tournamentsoftware.com (الإنجليزية)
- ليلي تشو على موقع BWFbadminton.com (الإنجليزية)